# Георги Попиванов (футболист)
Вижте пояснителната страница за други личности с името Георги Попиванов.
Георги Атанасов Попиванов е бивш български футболист, защитник. Роден е на 21 май 1962 г. в Асеновград. Играл е за Нефтохимик, Асеновец, Етър, Спартак (Пловдив), Раковски (Русе), Левски (София), Велбъжд, Шумен. В А група има 226 мача и 17 гола. Шампион на България и носител на Купата на БФС през 1991 с Етър, бронзов медалист през 1989 и 1990 г. Има 2 мача за КЕШ с Етър и 1 мач в КНК за Левски (Сф). За националния отбор е изиграл 1 мач. Старши треньор на Асеновец.

## Статистика по сезони
- Нефтохимик - 1982/83 - Б група, 6 мача/1 гол
- Нефтохимик - 1983/84 - Б група, 27/3
- Нефтохимик - 1984/85 - Б група, 38/3
- Нефтохимик - 1985/86 - Б група, 35/4
- Асеновец - 1986/87 - В група, 30/6
- Етър - 1987/88 - А група, 10/0
- Етър - 1988/89 - А група, 0/0
- Етър - 1989/90 - А група, 4/0
- Етър - 1990/91 - А група, 26/3
- Етър - 1991/92 - А група, 27/1
- Етър - 1992/93 - А група, 21/2
- Спартак (Пд) - 1993/94 - Б група, 29/5
- Спартак (Пд) - 1994/95 - А група, 28/3
- Раковски - 1995/96 - А група, 27/2
- Левски (София) - 1996/ес. - А група, 0/0
- Велбъжд - 1996/97 - А група, 26/1
- Шумен - 1997/98 - Б група, 23/1
- Асеновец - 1998/99 - В група, 26/4
- Асеновец - 1999/00 - В група, 31/3
- Асеновец - 2000/01 - В група, 21/2
- Асеновец - 2001/02 - В група, 20/3
- Асеновец - 2002/03 - В група, 24/2